# Aranda (familie)
De Aranda was een Spaans-Brugse handelaarsfamilie.

## Het Consulaat
In 1498 kwam koningin Johanna van Castilië, genaamd Johanna de Waanzinnige, op bezoek in Vlaanderen. Toen ze ook Brugge bezocht, stelde ze vast dat de Spaanse natie er geen consul meer had. Ze sprak iemand uit haar gevolg aan, Francisco de Aranda, en droeg hem op het consulambt op te nemen. Wat hij in 1500 deed. Dit was het begin van de aanwezigheid van de familie de Aranda in Brugge, een aanwezigheid die zou duren tot aan de dood van de laatste telg in 1765.
De eerste Spaanse handelsaanwezigheid in Brugge dateerde van 1230. In 1330 waren de Castilianen voldoende talrijk om er een consulaat op te richten. In 1428 werden ze als in Brugge residerende "natie", met eigen rechtsmacht, officieel erkend. In 1488 verhuisde het consulaat naar Antwerpen, op bevel van Maximiliaan I van Oostenrijk. Na lange onderhandelingen kwam een deel van de Spaanse handelaars naar Brugge terug en voortaan werd er ruziegemaakt over de standplaats van het consulaat, aangezien heel wat Spanjaarden in Antwerpen gebleven waren. Het consulaat bleef niettemin opnieuw in Brugge gevestigd.
In 1705 werd het consulaat van de Spaanse natie door de consuls Pierre-Louis en Ignace de Aranda ontbonden. Er waren nog wel families van Spaanse origine in Brugge, maar ze hielden zich meestal niet meer met handel bezig. Ze waren met leden van autochtone Brugse families getrouwd, hadden het Brugse poorterschap verworven en waren magistraat, ambtenaar, geestelijke of rentenier geworden. Naast de Aranda's was dat ook het geval voor de families Pardo, de Melgar, de la Torre, de Salamanca, Perez de Malvenda, de Villafranca, del Rio, de Matança, de Villegas, Lopez Gallo, de Peralta en de Peñeranda.

## De Aranda
De familie de Aranda behoorde tot de oude adel in Castilië. Afkomstig uit Aranda de Duero, ongeveer 70 km ten zuiden van Burgos, was deze laatste stad hun thuisbasis.
Naast andere Aranda's was er de tak die begon bij Bartholomeus de Aranda, die getrouwd was met Inès de Ayala-y-Arce. Hun zoon Francisco was degene die koningin Johanna vergezelde en in Brugge achterbleef. Consul zijn betekende niet noodzakelijk dat de betrokkene ook zelf handel dreef. Bij de adellijke de Aranda's was dit in elk geval niet zeker. Toch mag men aannemen dat Francisco en zijn zoon Diego actief waren in de wolhandel, hoewel de materiële bewijzen hiervan eerder schaars zijn. Het blijkt echter wel dat ook in de volgende generaties nog Aranda's actief waren in de handelsrelaties met Spanje, meer bepaald in de wolhandel.
Hun betrachting was alvast zich te kunnen vermengen met de lokale bovenklasse en dit gebeurde hoofdzakelijk door huwelijken. Weinig de Aranda's trouwden met leden van de in Brugge aanwezige Castiliaanse families, maar met telgen uit de hogere burgerij en adel. Dit begon al met de eerste onder hen, Francisco, die trouwde met Gertrude van Vaernewyck, de dochter van de gouverneur van de Gentse citadel. Langs de weg van de huwelijken integreerden de Aranda's volledig in de hogere Brugse kringen, verwierven het poorterschap en voldeden aan de voorwaarden om ambtelijke of politieke functies op te nemen. 
Francisco de Aranda, kleinzoon van de eerste Francisco, werd in 1570 pensionaris van de stad Brugge en zijn zoon Francisco werd tussen 1634 en 1640 driemaal burgemeester van de raadsleden en een paar maal schepen van Brugge. Emmanuel de Aranda werd krijgsauditeur. Pierre-Louis de Aranda en zijn zoon Louis werden griffier bij de Raad van Vlaanderen.
Ook in het Brugse verenigingsleven vond men, vanaf de derde generatie, heel wat Aranda's terug.
- Francisco de Aranda (†1663), was, naast lid van het stadsbestuur, gouverneur en weldoener van de Bogaerdenschool. Hij was lid en in 1635 proost van de Edele Confrérie van het Heilig Bloed, hoofdman (1635-1663) van de Sint-Jorisgilde, voogd en voorzitter (1633-1666) van de bestuurscommissie van het 'dulhuis' Sint-Juliaan, het huis voor krankzinnigen en passanten. Zijn uitvaart in de Sint-Gilliskerk gaf aanleiding tot een uitgebreide processie, die hij zelf had georganiseerd en financieel mogelijk gemaakt.
- Emmanuel de Aranda en zijn broer Francisco waren medestichters van de Broederschap van de Heilige Drievuldigheid, die tot doel had slaven uit Algerijnse handen vrij te kopen. Hij was in 1636 ook lid geworden van de Sint-Jorisgilde.
- In de Sint-Jorisgilde werden ook nog de volgende Aranda's lid: Bernard (1648), Ignace (1684), Bernard (1685), Pieter (1695) en Louis (1730).

Verschillende Aranda's die consul van de Spaanse natie waren, woonden in het Spaanse consulaatsgebouw. Nochtans verwierven ze daarnaast eigendommen en lenen en nam hun bezit aanzienlijke proporties aan.
- Diego de Aranda werd heer van Zwaeneburg in Stalhille.
- Marie-Françoise de Aranda, echtgenote van Philippe van der Haeghen d'Eesbecke de Mussain, bezat 113 lenen.
- Pierre-Louis de Aranda bezat het huis 'Sint-Gillis' gelegen aan de Torenbrug en het huis 'de Paternoster' in de Kuipersstraat.

Tijdens de godsdiensttroebelen in de tweede helft van de zestiende eeuw bleven de Aranda's trouw aan de katholieke geloofsbelijdenis en ze verlieten Brugge tijdens het calvinistisch bewind (1579-1584). Verschillende vrouwelijke de Aranda's werden kloosterzuster. Bernard de Aranda werd jezuïet.

## Genealogie
- Bartholomeus de Aranda x Inès de Ayala-y-Arce
  - Francisco de Aranda (†1534) x Gertrude van Vaernewyck
    - Diego de Aranda (†1591) x Madeleine Diaz-y-Mercado
      - Maria de Aranda x Juan de Melgar
      - Francisco de Aranda (†1628)x Anna van Severen - 11 kinderen
        - Francisco de Aranda (†1663) x Isabella Cloribus
          - Isabelle de Aranda (†1634)

        - Diego de Aranda
        - Bernard de Aranda (1608-1658)
        - Emmanuel de Aranda (1612-1686) x Catherine van Hauweghem - 14 kinderen
          - Albertine de Aranda (†1731) x Henri-Emmanuel Le Gillon († 1731)
          - Ignace de Aranda (†1733) x Marie-Madeleine van Volden († 1708)
          - Pierre-Louis de Aranda (1666-1722) x Esther van Overwaele (1666-1716)
            - Louis de Aranda (1705-1759), laatste mannelijke naamdrager x Justine d'Hane († 1777)
            - Thérèse de Aranda (1711-1765), laatste naamdrager, x Louis-Ferdinand Rotsaert de Hertaing (1694-1760)
              - Isabelle Rotsaert (1733-1806) x Charles-François Imbert des Mottelettes
              - Justine Rotsaert (1736-1806) x Charles-Louis van Caloen
              - Thérèse Rotsaert (1731-1803) x André van den Bogaerde (1726-1799)